# Zdzisław Piasecki
Zdzisław Piasecki (ur. 16 września 1932 w Horodle, zm. 3 października 2006 w Opolu) – polski polonista, specjalizujący się w historii literatury współczesnej i literaturoznawstwie, nauczyciel akademicki związany z Wyższą Szkołą Pedagogiczną w Opolu (Uniwersytetem Opolskim).

## Życiorys
Absolwent liceum ogólnokształcącego w Brzegu, Państwowej Wyższej Szkoły Pedagogicznej we Wrocławiu i polonistyki na Uniwersytecie Wrocławskim. W 1967 roku uzyskał stopień doktora na podstawie pracy Problematyka zbójnicka w literaturze polskiej. W 1973 roku jej zmodyfikowana wersja ukazała się nakładem Wydawnictwa Literackiego pt. Byli chłopcy, byli... Zbójnictwo karpackie – prawda historyczna, folklor i literatura polska. Po uzyskaniu tytułu doktora wykładał w Studium Nauczycielskim w Raciborzu, a od 1970 roku był zatrudniony w Wyższej Szkole Pedagogicznej w Opolu. Pełnił tam m.in. funkcje prodziekana i dziekana Wydziału Filologiczno-Historycznego WSP. Habilitował się w 1982 roku na Uniwersytecie Wrocławskim; podstawą była praca Stanisław Witkiewicz. Młodość i wczesny dorobek artysty. Od 1996 członek Komitetu Nauk o Literaturze PAN. W 1998 roku został profesorem zwyczajnym.
Został pochowany na cmentarzu komunalnym na Półwsi w Opolu.